# Auguste Raffet

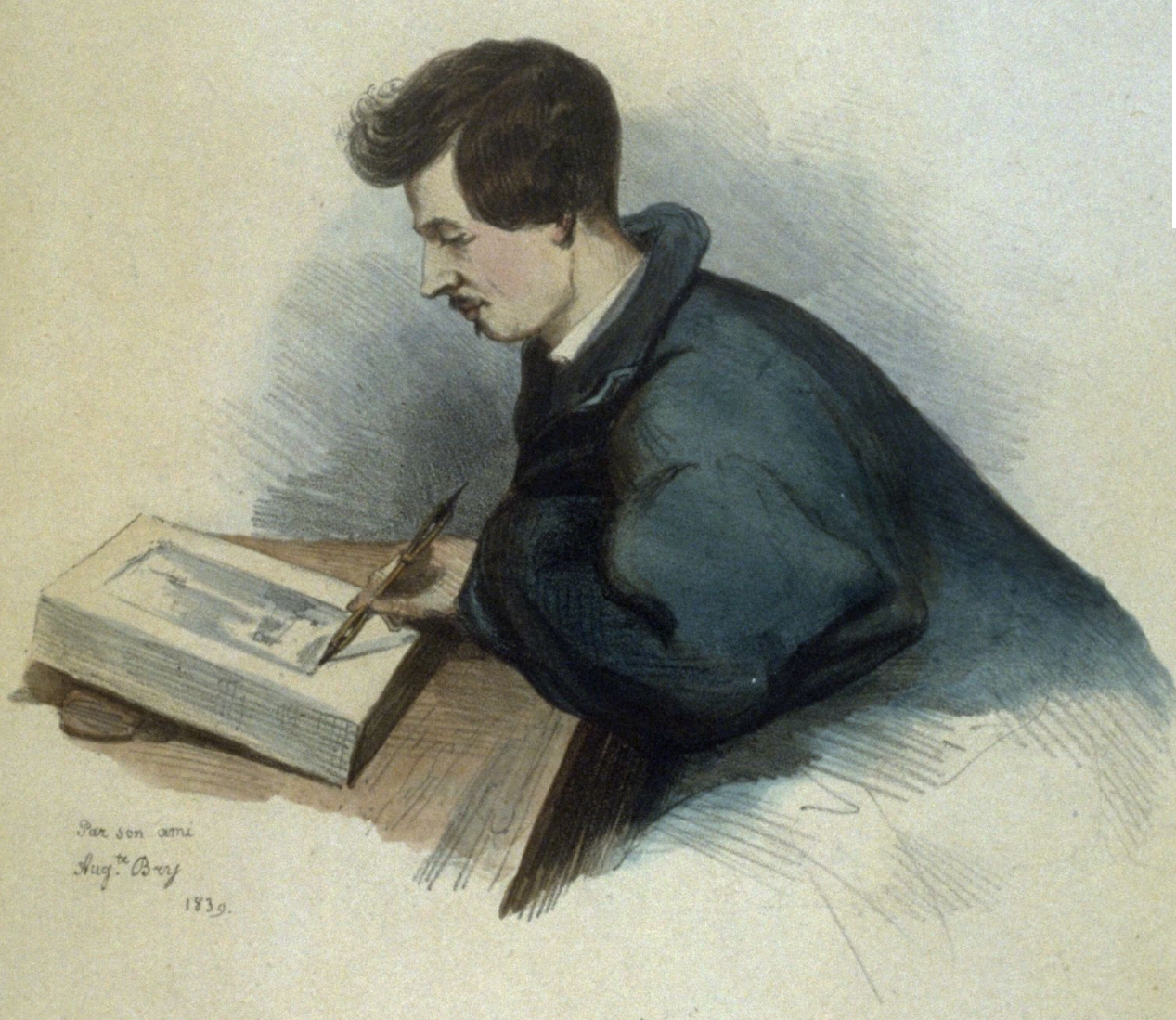
Auguste Raffet, porträtterad av Auguste Bry.

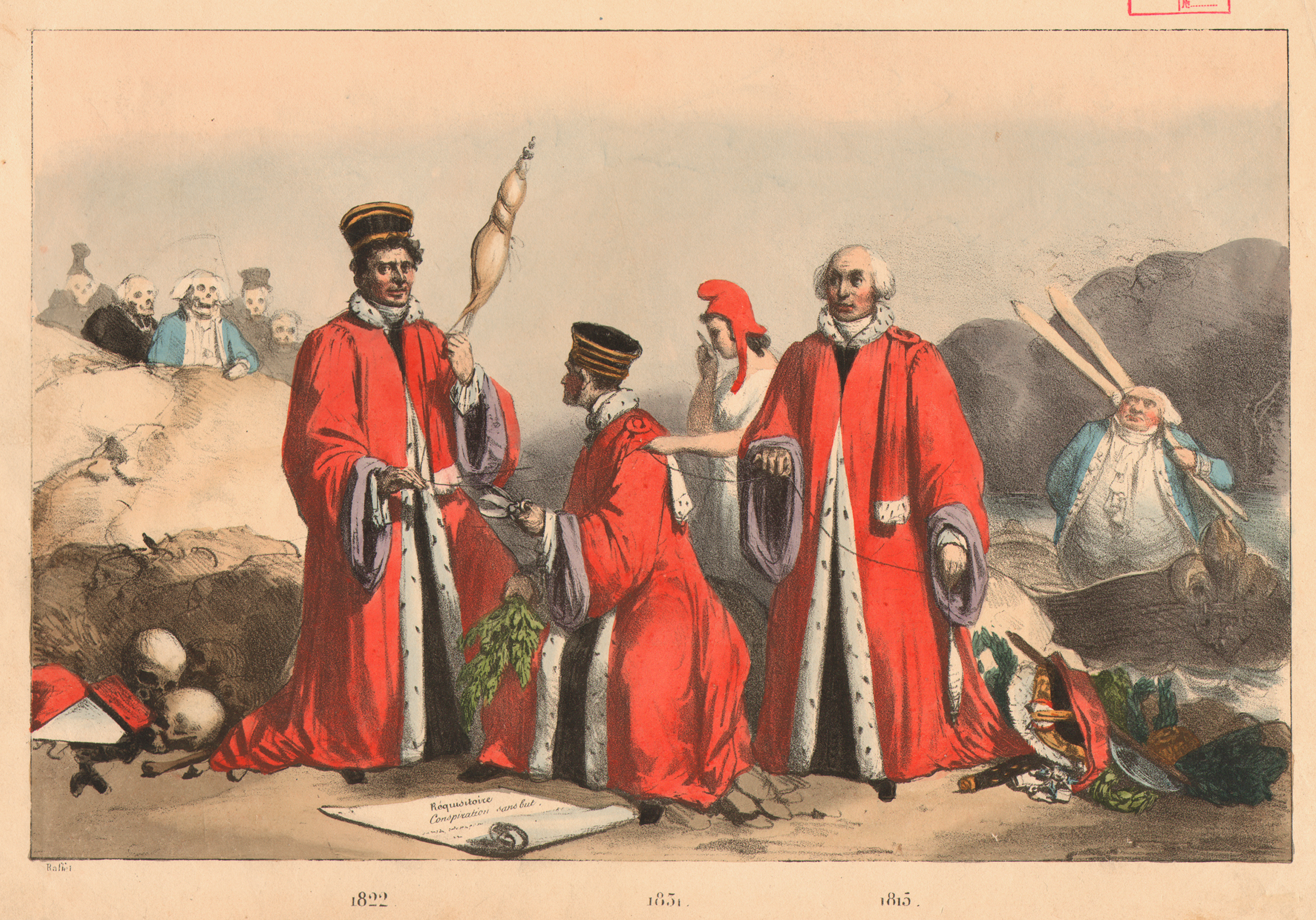
Auguste Raffet. Kronåtalet, vattenfärg litografi 1831.

Denis-Auguste-Marie Raffet, född den 2 mars 1804 i Paris, död den 16 februari 1860 i Genua, var en fransk målare och tecknare.
Raffet, som i sin ungdom var porslinsmålare och litograf, studerade vid École des beaux-arts och en tid för Nicolas Charlet. Bland Raffets representativa kompositioner märks exempelvis Garnisonens avtåg, Reveljen, 1807 (Napoleon till häst, lugn framför fronten under en drabbning), Paraden (Napoleon, sedd från ryggen, går utmed de skyldrande grenadjärernas oändliga led), Beresina (Napoleon rider ensam fram genom ett ödsligt snölandskap), Bataljonen i fyrkant mottager ett rytterianfall, Waterloo, Bellerofon (den fångne Napoleon ser Frankrikes kust försvinna i fjärran) och slutligen Den nattliga mönstringen (1848), en drömbild, där Napoleon, återuppstånden ur graven, åter för sin armé till seger. För den folkliga uppfattningen av kejsaren och hans här var dylika bilder av den allra största betydelse. Raffet skildrade även samtida krig, i Belgien, Algeriet och Italien. Han utgav album från resor till Krim 1837 och Spanien 1849. Raffet illustrerade Béranger, Thiers Revolutionens historia med flera verk och målade i akvarell och olja (Mönstringen, Manöver vid Compiégne, Napoleon i Egypten, Vid moskéns port, soldattyper). Han är representerad i Louvren med målningar och teckningar, i Nationalbiblioteket och i franska museer. Raffets monument (byst med trumslagaren ur Den nattliga mönstringen som sockelfigur) av Emmanuel Frémiet restes utanför Louvren 1893. Han behandlas i monografier av Auguste Bry (1861), Hector Giacomelli (med katalog, 1862) och Henri Beraldi (1891 och 1892). Raffets son med samma namn utgav 1879 Notes et croquis de Raffet.
Carl Rupert Nyblom skriver i Nordisk familjeboks första upplaga: "R. skaffade sig vid sidan af Nicolas Charlet ett namn såsom skildrare af den franske soldaten, bägge på konstens område ungefär motsvarande hvad Béranger med sina visor var inom poesien. R., som en tid studerade hos Charlet, saknade icke dennes humor, men hade sin styrka i att skildra soldatens hjeltemod i striden, hans öden och undergång; och han blef sig sjelf egentligen först då, när han fann ett nytt ämne, nämligen republikens soldater i sina trasiga uniformer, hvilka man glömt för kejsaredömets grenadierer, men hvilka R. förstod att skildra med en viss fläkt af storhet midt i deras eländiga utstyrsel." Georg Nordensvan jämför honom också med läromästaren i andra upplagan: "Liksom denne skildrada R. militärlif och soldattyper, utan Charlets breda humor, men med ett patos och en visionär storhet, som ställer honom öfver alla de andre krigsmålarna. R. blef ej endast de konskriberades, utan också den stora arméns skildrare, och Napoleon är medelpunkten i den hjältedikt han upprullade i sina kompositioner, små till formatet, men ofta af monumental storhet i anläggning och stil, litograferade teckningar af en karaktär och mäktighet, som samtidens beundrade målare Horace Vernet ej nådde i sina jättelika väggmålningar."